# Francisco Sousa dos Santos
Francisco Sousa dos Santos (født 27. juli 1989) er en brasiliansk fodboldspiller.